# Thành Công, Cao Bằng
Thành Công là một xã thuộc tỉnh Cao Bằng, Việt Nam.

## Địa lý
Thành Công là xã cực nam của huyện Nguyên Bình, có vị trí địa lý:
- Phía đông giáp xã Hưng Đạo
- Phía tây giáp xã Phan Thanh
- Phía nam giáp tỉnh Bắc Kạn
- Phía bắc giáp xã Quang Thành.

Xã Thành Công có diện tích 82,47 km², dân số năm 2019 là 2.959 người, mật độ dân số đạt 36 người/km².
Trên địa bàn xã có một số ngọn núi như Phia Chao, Phia Thán, Phia Đén. Các dòng nước trên địa bàn gồm suối Bản Đổng, suối Bản Sẻ, suối Nặm Dân, suối Khau Cảng, nậm Pác Khuổi Lò, nậm Tòng. Tỉnh lộ 212 đi từ phía bắc xuống phía tây nam của xã và nối sang tỉnh Bắc Kạn.

## Lịch sử
Sau năm 1975, Thành Công là một xã thuộc huyện Nguyên Bình.
Đến năm 2019, xã Thành Công được chia thành 16 xóm: Cốc Phường, Bản Chang, Khau Cảng, Khau Vài, Lũng Quang, Nà Bản, Nà Rẻo, Nà Vài, Phia Đén, Bản Đổng, Bản Phiêng, Pù Vài, Nhả Máng, Tát Sâm, Nặm Tòng, Bành Tổng.
Ngày 9 tháng 9 năm 2019, Hội đồng Nhân dân tỉnh Cao Bằng ban hành Nghị quyết số 27/NQ-HĐND về việc:
- Sáp nhập hai xóm Bản Đổng và Cốc Phường thành xóm Bản Phường
- Sáp nhập ba xóm Khau Cảng, Nà Rẻo, Bản Phiêng thành xóm Tam Hợp
- Sáp nhập hai xóm Nặm Tòng và Khau Vài vào xóm Bành Tổng
- Sáp nhập hai xóm Lũng Quang và Nhả Máng thành xóm Đoàn Kết.

## Hành chính
Xã Thành Công được chia thành 10 xóm: Bản Chang, Bản Phường, Bành Tổng, Đoàn Kết, Nà Bản, Nà Vài, Phia Đén, Pù Vài, Tam Hợp, Tát Sâm.